# Tubular Bells III
Tubular Bells III je sedmnácté studiové album britského multiinstrumentalisty Mika Oldfielda. Bylo vydáno v létě 1998 (viz 1998 v hudbě) a v britském žebříčku prodejnosti hudebních alb se vyšplhalo nejvýše na 4. příčku.
Album Tubular Bells III navazuje na své předchůdce s názvy Tubular Bells (z roku 1973) a Tubular Bells II (1992). Třetí „Zvony“ jsou inspirovány taneční hudbou z Ibizy, kde Oldfield při vytváření tohoto alba bydlel. Uvedl také, že pro desku nahrál celkem 70 minut hudby, avšak v konečné podobě se jich na album dostalo pouze něco přes 45 minut. Píseň „Man in the Rain“, která narušuje schéma instrumentálního alba, na Tubular Bells III původně neměla být. Vydavatel ale chtěl nějaký potenciální rádiový hit, takže Oldfield vytáhl „ze šuplíku“ tuto písničku, kterou napsal již v první polovině 80. let (krátce po hitu „Moonlight Shadow“, jemuž je hudebně velmi podobná).
Na albu Tubular Bells III se představilo postupně několik zpěvaček. V „Man in the Rain“ zpívá Cara Dillonová ze skupiny Polar Star (vokály patří Heather Burnettové). Ke skladbě „The Inner Child“ nazpívala vokály Rosa Cedrónová, skladby „The Source of Secrets“, „Jewel in the Crown“ a „Secrets“ svými vokály doplnila Amar a „Far Above the Clouds“ Clodagh Simondsová a Francesca Robertsonová. Sám Mike Oldfield říká „out demon“ ve skladbě „Outcast“.
Skladba „The Source of Secrets“ byla také zařazena do kompilace XXV: The Essential, které vyšlo v roce 1997. Od konečné verze se liší především mužskými vokály, zatímco na albu Tubular Bells III jsou vokály ženské.
Koncertní premiéra alba se konala 4. září 1998 v londýnském Horse Guards Parade. Koncert byl později vydán na VHS a DVD (viz Tubular Bells III (video)). Větší část alba byla také zahrána na koncertech v rámci Oldfieldova turné v roce 1999.

## Skladby
1. „The Source of Secrets“ (Oldfield) – 5:35
2. „The Watchful Eye“ (Oldfield) – 2:09
3. „Jewel in the Crown“ (Oldfield) – 5:45
4. „Outcast“ (Oldfield) – 3:49
5. „Serpent Dream“ (Oldfield) – 2:53
6. „The Inner Child“ (Oldfield) – 4:41
7. „Man in the Rain“ (Oldfield) – 4:03
8. „The Top of the Morning“ (Oldfield) – 4:26
9. „Moonwatch“ (Oldfield) – 4:25
10. „Secrets“ (Oldfield) – 3:20
11. „Far Above the Clouds“ (Oldfield) – 5:30

## Obsazení
- Mike Oldfield – syntezátory, elektrická kytara, basová kytara, akustická kytara, španělská kytara, piano, trubicové zvony (tubular bells)
- Cara Dillon, Amar, Rosa Cedrón, Heather Burnett, Clodagh Simmonds, Francesca Robertson – zpěv a vokály